# Siège de Colberg (1807)
 (décembre 2022).
La mise en forme du texte ne suit pas les recommandations de Wikipédia : il faut le « wikifier ».
Les points d'amélioration suivants sont les cas les plus fréquents. Le détail des points à revoir est peut-être précisé sur la page de discussion.
- Les titres sont pré-formatés par le logiciel. Ils ne sont ni en capitales, ni en gras.
- Le texte ne doit pas être écrit en capitales (les noms de famille non plus), ni en gras, ni en italique, ni en « petit »…
- Le gras n'est utilisé que pour surligner le titre de l'article dans l'introduction, une seule fois.
- L'italique est rarement utilisé : mots en langue étrangère, titres d'œuvres, noms de bateaux, etc.
- Les citations ne sont pas en italique mais en corps de texte normal. Elles sont entourées par des guillemets français : « et ».
- Les listes à puces sont à éviter, des paragraphes rédigés étant largement préférés. Les tableaux sont à réserver à la présentation de données structurées (résultats, etc.).
- Les appels de note de bas de page (petits chiffres en exposant, introduits par l'outil «  Source ») sont à placer entre la fin de phrase et le point final[comme ça].
- Les liens internes (vers d'autres articles de Wikipédia) sont à choisir avec parcimonie. Créez des liens vers des articles approfondissant le sujet. Les termes génériques sans rapport avec le sujet sont à éviter, ainsi que les répétitions de liens vers un même terme.
- Les liens externes sont à placer uniquement dans une section « Liens externes », à la fin de l'article. Ces liens sont à choisir avec parcimonie suivant les règles définies. Si un lien sert de source à l'article, son insertion dans le texte est à faire par les notes de bas de page.
- La présentation des références doit suivre les conventions bibliographiques. Il est recommandé d'utiliser les modèles {{Ouvrage}}, {{Chapitre}}, {{Article}}, {{Lien web}} et/ou {{Bibliographie}}. Le mode d'édition visuel peut mettre en forme automatiquement les références.
- Insérer une infobox (cadre d'informations à droite) n'est pas obligatoire pour parachever la mise en page.

Pour une aide détaillée, merci de consulter Aide:Wikification.
Si vous pensez que ces points ont été résolus, vous pouvez retirer ce bandeau et améliorer la mise en forme d'un autre article.
Quatrième Coalition
Batailles
- Cap-Vert (navale)
- San Domingo (navale)
- Río de la Plata
- Pornichet (navale)

- Raguse
- Castel-Nuovo

Campagne de Prusse (1806)
- Schleiz
- Saalfeld
- Auerstaedt
- Iéna
- Halle
- Magdebourg
- Stettin
- Lübeck
- Glogau
- Golymin
- Pułtusk
- Stralsund

Campagne de Pologne (1807)
- Eylau
- Ostrołęka
- Colberg
- Dantzig
- Guttstadt
- Heilsberg
- Friedland

Le siège de Colberg (également orthographié Kolberg ou Kołobrzeg),,, a eu lieu de mars au 2 juillet 1807 pendant la guerre de la Quatrième Coalition, une partie des guerres napoléoniennes. Une armée du Premier Empire français et plusieurs auxiliaires étrangers (y compris des insurgés polonais) de la France ont assiégé la ville fortifiée de Colberg, la seule forteresse prussienne restante dans la province de Poméranie. Le siège n'a pas réussi et a été levé à l'annonce de la paix de Tilsit.
Après que la Prusse a perdu la bataille d'Iéna à la fin de 1806, les troupes françaises ont marché vers le nord en Poméranie prussienne. Stettin fortifié se rendit sans bataille et la province fut occupée par les forces françaises. Colberg résista et la mise en place d'un siège français fut retardée jusqu'en mars 1807 par les corps francs de Ferdinand von Schill opérant autour de la forteresse et capturant le commandant français assigné au siège, Claude-Victor Perrin. Pendant ces mois, le commandant militaire de Colberg, Lucadou, et le représentant de la population locale, Joachim Nettelbeck (de), préparent les structures défensives de la forteresse.
Les forces françaises commandées par Teulié, composées principalement de troupes italiennes, ont réussi à encercler Colberg à la mi-mars. Napoléon a mis la force de siège sous le commandement de Loison; Frédéric-Guillaume III confia à Gneisenau la défense. Début avril, les forces de siège furent pendant une courte période commandées par Mortier, qui avait fait marcher une grande force de Stralsund suédois assiégé à Colberg, mais reçut l'ordre de revenir lorsque les défenseurs de Stralsund gagnèrent du terrain. D'autres renforts sont venus des États de la confédération du Rhin (royaume de Wurtemberg, duchés saxons et duché de Nassau), du royaume de Hollande et de France.
Les environs ouest de Colberg étant inondés par les défenseurs, les combats se sont concentrés sur l'avant-champ oriental de la forteresse, où la fortification Wolfsberg avait été construite au nom de Lucadou. Un navire britannique et un navire suédois aidaient la défense depuis la mer Baltique voisine. Fin juin, Napoléon renforce massivement les forces de siège pour amener une décision. La force de siège s'est alors également concentrée sur la prise du port au nord de la ville. Le 2 juillet, les combats ont cessé lorsque la Prusse avait convenu d'une paix défavorable après que son alliée la Russie eut subi une défaite décisive à Friedland. Sur les vingt forteresses prussiennes, Colberg était l'une des rares à rester aux mains des Prussiens jusqu'à la fin de la guerre. La bataille est devenue un mythe en Prusse et a ensuite été utilisée par les efforts de propagande nazis. Alors qu'avant la Seconde Guerre mondiale, la ville commémorait les accusés, elle a commencé à honorer le commandant des troupes polonaises après 1945, lorsque la ville est devenue une partie de l'État polonais.

## Prélude
Dans les deux semaines suivant la bataille d'Iéna-Auerstedt (14 octobre 1806), la Grande Armée de Napoléon avait poursuivi l'armée royale prussienne vaincue jusqu'à Pasewalk en Poméranie prussienne. La capitale provinciale Stettin (aujourd'hui Szczecin), l'une des vingt forteresses prussiennes, a capitulé le 29 octobre la seule forteresse de la province restant aux mains des Prussiens. Pierre Thouvenout a été nommé gouverneur français de Poméranie et a envoyé son envoyé Mestram pour accepter la capitulation attendue de Colberg et en prendre le contrôle.
Le 8 novembre 1806, Mestram rencontra le commandant prussien de Colberg Louis Maurice de Lucadou (Ludwig Moritz von Lucadou) devant ses murs. Le refus de Lucadou de remettre la forteresse a surpris les généraux français et l'administration prussienne de Stettin, qui avaient déjà prêté allégeance aux Français; il a en outre conduit une partie de l'armée prussienne vaincue à se réfugier à Colberg et à renforcer les deux bataillons de mousquetaires des régiments von Owstien et von Borcke et les 72 canons qui y étaient en garnison. Lucadou a ordonné que la rivière Persante (Parseta) à l'ouest de Colberg soit endiguée pour inonder la zone autour de la forteresse, et a organisé la construction de la fortification Wolfsberg à l'est de la ville. La coordination de ces mesures avec Joachim Nettelbeck, représentant des citoyens de Colberg, a cependant été entravée par les griefs personnels de ce dernier contre Lucadou,.
Parmi les soldats prussiens qui s'étaient retirés à Colberg après Iéna et Auerstedt se trouvait le sous-lieutenant Ferdinand von Schill, qui après s'être remis d'une grave blessure à la tête dans la maison du sénateur de Colberg Westphal reçut l'ordre de patrouiller dans les zones à l'ouest de la forteresse avec une petite unité de cavalerie. Fourni avec des informations sur les mouvements français par les paysans locaux, il a réussi à capturer un certain nombre d'officiers et de soldats français, à rassembler de la nourriture et des fournitures financières dans les villes et villages voisins et à recruter des volontaires pour son unité à l'intérieur et à l'extérieur de Colberg.
La victoire de Schill dans l'escarmouche de Gülzow (7 décembre 1806), bien qu'insignifiante d'un point de vue militaire, fut largement considérée comme le premier succès prussien contre l'armée française - tandis que le roi prussien Frédéric-Guillaume III loua Schill comme le "genre de l'homme désormais apprécié par la patrie », Napoléon le qualifiait de « misérable brigand ». "ce misérable, qui est une espèce de brigand" À la suite de ces succès et de la renommée croissante de Schill, le roi prussien Frédéric-Guillaume III lui ordonna de créer un corps franc le 12 janvier 1807, qui, dans les mois suivants, défendit la forteresse contre les attaques françaises permettant à ses défenseurs de terminer leurs préparatifs pour le siège attendu avec le soutien suédois et britannique via la Baltique.
Il fallait du temps pour se préparer car Colberg manquait de structures défensives, de main-d'œuvre et d'armement suffisants pour résister à un siège. Les ouvrages défensifs de la forteresse avaient été négligés, seuls le port et la fortification du Kirchhof avaient été préparés pour la défense lorsque la Prusse craignait la guerre avec la Russie et la Suède en 1805 et 1806, mais ils avaient été désarmés en septembre. Début décembre 1806, la garnison de Colberg comptait 1 576 hommes, mais augmenta régulièrement au cours des mois suivants en raison de l'arrivée des troupes prussiennes et de nouvelles recrues des régions voisines. Les pénuries d'armement ont été en partie soulagées par Charles XIII de Suède , qui a envoyé des composants de fusil à partir desquels les armuriers locaux ont fabriqué 2 000 nouveaux fusils. À la fin octobre 1806, un total de 72 canons étaient montés sur les murs de Colberg : 58 canons métal/fer (8 × 24 lb, 4 × 20 lb, 40 × 2 lb, 6 × 6 lb), six obusiers en fer (10 lb) et huit mortiers en fer (5 × 50 lb, 3 × 25 lb) ; en outre, il y avait quatre canons mobiles de 3 livres. Alors qu'un convoi avec des renforts d'artillerie était retenu et capturé par les forces françaises près de Stettin, douze canons de 12 livres atteignirent Colberg depuis la forteresse prussienne de Dantzig et la forteresse suédoise de Stralsund, qui envoyèrent chacune six canons. Comme aucun autre renfort d'artillerie n'est arrivé, la garnison de Colberg a monté 92 canons supplémentaires sur les murs qui avaient auparavant été jugés inutilisables et retirés du service; ces canons étaient positionnés sur les flancs et on a émis l'hypothèse qu'ils pourraient encore servir à tirer des pierres et des coups de canister à de courtes distances. Six canons capturés par les corps francs de Schill ont également été envoyés à Colberg.
Claude Victor-Perrin, à qui Napoléon Bonaparte avait confié la prise de Colberg, fut capturé par les forces de Schill à Arnswalde (12 janvier), détenu à Kolberg puis échangé contre le général prussien Gebhard Leberecht von Blücher. Avec Victor-Perrin capturé, l'attaque sur Colberg devait être menée par la division italienne de Pietro (Pierre) Teulié, qui en février commença la marche sur la forteresse depuis Stettin. Les corps francs de Schill ont encore retardé l'avance française en provoquant plusieurs escarmouches et

## Siège

### De mi-mars à avril
Lorsque l'encerclement français de Colberg rendit la stratégie de Schill sans objet, Lucadou envoya trois unités de cavalerie pour aider le corps franc de Krockow dans la défense de Dantzig, tandis que Schill partit pour aider à la défense de Stralsund en Poméranie suédoise. Les banlieues, notamment Geldernerviertel, ont été incendiées comme il était de coutume.
En raison du retard de l'avance française, Napoléon remplace Teulié comme commandant des forces de siège par le général de division Louis Henri Loison ; Frederick William III a remplacé Lucadou en tant que commandant de la forteresse par le major August Neidhardt von Gneisenau après des plaintes de Nettelbeck et par considération pour un débarquement britannique envisagé à Colberg - il craignait qu'un commandant d'origine française puisse irriter son Les partisans britanniques, tandis que d'autre part Gneisenau avait été au service britannique pendant la guerre d'indépendance américaine.
En avril, Napoléon a retiré les forces d'Edouard Mortier du siège de Stralsund et les a envoyées pour prendre Colberg, cependant, Mortier a rapidement dû revenir lorsque les défenseurs de Stralsund ont poussé les troupes françaises restantes hors de la Poméranie suédoise.
L'armée de siège française a été renforcée par des troupes des États du Wurtemberg et de la Saxe (Saxe-Cobourg-Saalfeld, Saxe-Gotha-Altenburg, Saxe-Meiningen, Saxe-Hildburghausen, et Saxe-Weimar,) ainsi qu'un régiment polonais,. Les régiments saxon et wurtembergeois faisaient partie de l'armée de la confédération du Rhin, qui - comme le royaume d'Italie, dont les troupes étaient déjà présentes au siège - était un client français. Le régiment polonais, dirigé par Antoni Paweł Sułkowski, fort de 1 200 hommes, avait été transféré du siège de Dantzig (Gdańsk) le 11 avril et est arrivé le 20 avril; c'était le 1er régiment d'infanterie de la légion de Poznań levé par Jan Henryk Dąbrowski au nom de Napoléon, après un soulèvement polonais contre l'occupation prussienne,, et la libération française de la Pologne sous contrôle prussien avait abouti à la création du duché de Varsovie dans une partie de la Pologne divisée.

### De mai à juin

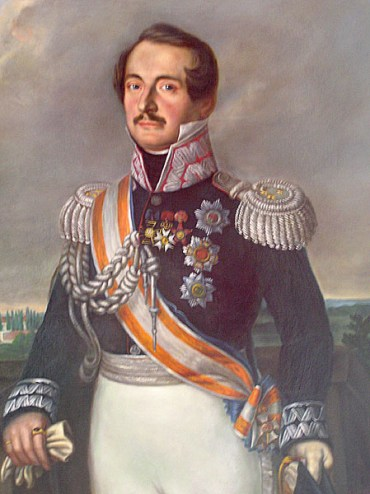
Antoni Paweł Sułkowski

Tout au long de mai et juin, le siège a été caractérisé par de violents combats autour de la fortification de Wolfsberg à l'est de Colberg.
Début mai, les forces de siège comptaient environ 8 000 soldats,. Le corps de blocus de la force de siège était depuis le 4 mai divisé en quatre brigades :
- la première brigade était commandée par Berndes et comprenait un régiment polonais[37] sous Antoni Paweł Sułkowski. Sulkowski a écrit dans son journal que les soldats polonais étaient très enthousiastes à l'idée de prendre la ville, car elle faisait autrefois partie de la Pologne sous la dynastie Piast. Il a écrit "nos soldats brûlent d'enthousiasme pour déplacer nos frontières vers les piliers de Bolesław", et a noté que l'aumônier des soldats polonais Ignacy Przybylski a fait appel à eux des soldats polonais. Nous campons sous Kołobrzeg. Depuis l'époque de Chrobry, notre régiment formé dans les voïvodies de Poznań et de Gniezno est le premier à montrer ses bannières ici[38]. La brigade comprenait également des régiments du Wurtemberg (Seckendorff, Romig)[37];
- la deuxième brigade était commandée par Fontane et comprenait le 1er régiment d'infanterie de ligne italien (Valleriani[35]) et le régiment d'infanterie Saxe-Weimar (Egloffstein)[35] ;
- la troisième brigade était commandée par Castaldini et comprenait le 2e régiment léger italien[37] ;
- la quatrième brigade était commandée par le général Bonfanti et comprenait le 1er régiment léger italien[37] (Rougier)[35].

Les forces restantes, à l'exception des grenadiers, ont été chargées de la défense d'autres appliques dans les environs de Colberg. Le quartier général de la force de siège était à Tramm (aujourd'hui Stramnica), où les grenadiers étaient concentrés. L'artillerie, sous le commandement du général Mossel, était concentrée près de Zernin (aujourd'hui Czernin) et défendue par un détachement saxon stationné à Degow (aujourd'hui Dygowo). La construction des ouvrages de siège, était depuis le 5 mai supervisée par le général de brigade Chambarlhiac du 8e corps au nom de Napoléon.
Schill est retourné dans la ville début mai, mais est reparti pour Stralsund après une discorde avec Gneisenau, emmenant avec lui la plupart de ses corps francs (principalement les unités de cavalerie). Après le départ de Schill, les défenseurs comptaient environ 6 000 hommes, et se composaient de :
- un bataillon de grenadiers de 850 hommes, commandé par Karl Wilhelm Ernst von Waldenfels, vice-commandant de la forteresse[27] ;
- un bataillon de fusiliers de 750 hommes, commandé par Möller[40] ;
- le 2e bataillon de réserve de Poméranie avec 540 hommes[40];
- le 3e bataillon de réserve Neumark avec 420 hommes[40];
- le 3e bataillon de mousquetaires von Owstien avec 800 hommes[40];

- le 3e bataillon de mousquetaires von Borcke avec 800 hommes[40];
- le freikorps de Schill, cinq compagnies d'infanterie avec 750 hommes[40] et un escadron de cavalerie avec 113 hommes[42], commandés par le comte Wedell ;
- deux compagnies Jäger (Dobrowolski et Otto) avec 300 hommes, commandées plus tard par Arenstorf[42] ;
- 110 cuirassiers du dépôt du régiment von Balliodz[42] ;
- 400 artilleurs[42].

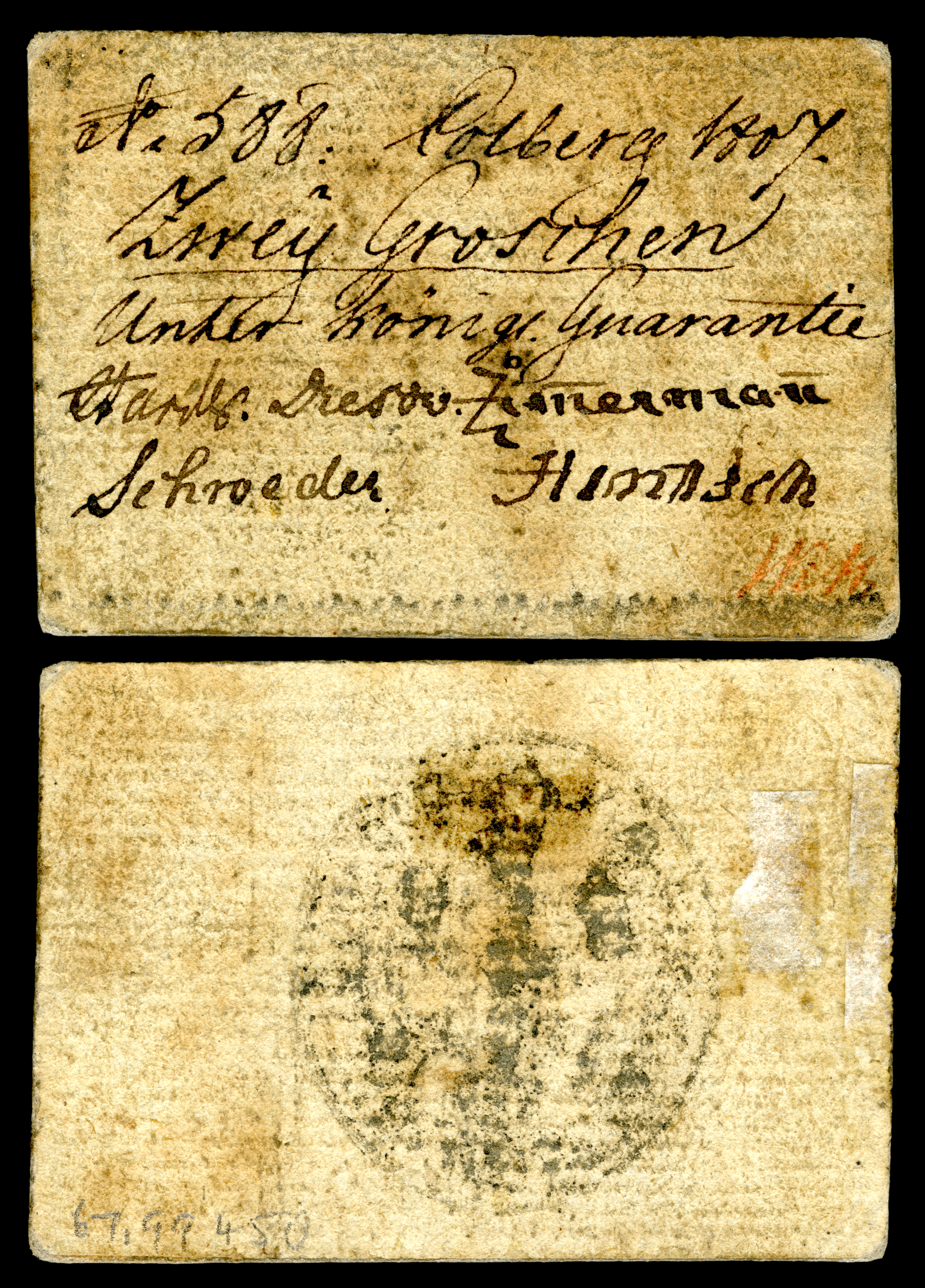
Monnaie d'émission d'urgence pour le siège de Colberg, deux groschen

Le 7 mai, lors d'une attaque de reconnaissance française, les troupes de la 1re ligne d'infanterie italienne ainsi que les régiments polonais, wurtembergeois et saxons ont assailli la fortification de Wolfsberg. Pendant le combat, une unité polonaise a repoussé une charge de l'escadron de cavalerie du Freikorps de Schill (113 soldats). Le général Loison, dans un rapport au maréchal Berthier le 8 mai, déclara que les Polonais avaient arrêté une charge de 600 cavaliers prussiens dans cette action. Lors d'une autre attaque, lancée dans la nuit du 17 au 18 mai, les troupes de la force de siège ont réussi à prendre part à la fortification de Wolfsberg, mais ont dû battre en retraite lorsque, dans le chaos qui en a résulté, les troupes du Wurtemberg ont tiré sur des unités italiennes. Les forces prussiennes lancèrent une contre-attaque et les chassèrent à nouveau de la fortification. Après cela, le général français a perdu confiance dans les troupes du Wurtemberg et les a retirées du champ de bataille. Les troupes polonaises ont été largement utilisées et, selon Louis Loison, ont fait preuve d'une détermination exceptionnelle dans les attaques contre la fortification de Wolfsberg.

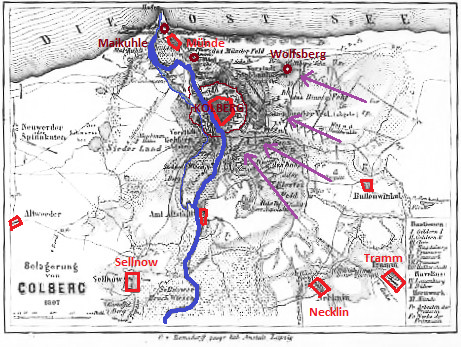
Plan du siège. Violet : tranchées françaises ; zones sombres autour de Colberg: inondées et décombres de faubourgs incendiés.

Le 20 mai, un ravitaillement en armes pour les défenseurs est arrivé par mer de Grande-Bretagne, contenant entre autres 10 000 fusils, 6 000 sabres et des munitions. Certaines de ces fournitures, dont 6 000 fusils, ont cependant été redirigées vers les défenseurs de Stralsund.
Le 30 mai, Napoléon ordonne le redéploiement de la division Jean Boudet pour lui permettre d'atteindre Colberg à la demande dans les 36 heures, un régiment de la division reçoit l'ordre de renforcer les forces de siège.
La fortification de Wolfsberg, envahie par l'armée française le 17 mai mais récupérée par les défenseurs le lendemain, capitule le 11 juin. Entre autres, Waldenfels a été tué à la fortification de Wolfsberg. De plus, Teulié a été mortellement blessé lorsqu'un boulet de canon a frappé sa jambe - selon la Biographie universelle française , il est décédé cinq jours plus tard, le 12 mai, et sa mort a amené les parties à s'entendre sur une trêve de 24 heures en son honneur; ] selon l'histoire de l'armée prussienne de Höpfner cependant, Teuliè a été frappé lorsqu'une trêve de 24 heures le 11/12 juin a été conclue après la capitulation de la fortification de Wolfsberg, mais non observée; et selon l'italien Biografie di Pietro Teulie cependant, le boulet de canon a frappé Teuliè après le 13 juin, et cinq à six jours plus tard, il est mort dans les bras de Loison dans le village voisin de Tramm.
Temporairement, les défenseurs étaient appuyés par la corvette britannique Phyleria et la frégate suédoise af Chapmann, cette dernière était arrivée le 29 avril, commandée par le major Follin et armée de 46 canons (deux de 36 livres, sinon des canons de 24 livres et caronades). En outre, trois bateaux de pêche avaient été armés de fusils et soutenaient les défenseurs depuis la mer. Un canon de 3 livres était monté sur chacun de ces bateaux, qui avaient été préparés par Nettelbeck ; plus tard, un quatrième bateau a été préparé de la même manière par le lieutenant Fabe. Le 3 juin dans la soirée, les navires de soutien ont dirigé des tirs d'artillerie sur le camp polonais, qui se sont avérés inefficaces en raison de vents violents, trois heures plus tard, une expédition armée d'environ 200 Prussiens a tenté de débarquer sur la plage et a été repoussée dans des combats intenses. par le régiment polonais.
Le 14 juin, des ravitaillements d'artillerie britanniques sont arrivés pour les défenseurs, dont 30 canons en fer, 10 obusiers en fer et des munitions. Les canons ont remplacé "les nombreux canons inutilisables sur les murs de Colberg". Étant donné que la forteresse avait connu une pénurie d'artillerie légère alors qu'elle disposait en même temps de suffisamment de boulets de canon en stock, un forgeron de Colberg avait forgé un canon en fer de 4 livres opérationnel; d'autres efforts pour forger des pièces d'artillerie dans la forteresse ont été rendus sans objet par l'arrivée des canons britanniques.

### Derniers jours
À la mi-juin, les forces de siège sont renforcées par deux bataillons de Nassau d'un effectif de 1 500 à 1 600 hommes, Napoléon ordonne le rétrécissement de l'encerclement pour couper Colberg de son port. À la fin du mois de juin, Napoléon envoie des régiments français éprouvés au combat et des canons lourds pour amener une décision : le 21 juin, d'autres pièces d'artillerie arrivent et le 4e régiment d'infanterie de ligne néerlandais (Anthing's) avec une force de 1 600 à 1 700 ; le 30 juin arrivèrent les 3e régiments légers, 56e et 93e de ligne de la division Boudet avec un effectif de 7 000 hommes. Dans l'ensemble, l'effectif de la force de siège était passé à environ 14 000 hommes dans les derniers jours,.
Les forces françaises ont pris la forêt de Maikuhle détenue par les soldats restants du corps franc de Schill le 1er juillet. Colberg a été lourdement bombardé - sur un total de 25 940 boulets de canon tirés par la force de siège, 6 000 ont été tirés les 1er et 2 juillet.
Le 2 juillet à midi, les combats ont cessé à l'annonce de l'accord prusso-français sur la paix de Tilsit,. Une trêve prusso-française avait déjà été signée le 25 juin après la défaite russe décisive à la bataille de Friedland. Colberg était l'une des rares forteresses prussiennes qui résistèrent aux forces de Napoléon jusqu'à la signature de la paix —les autres étaient Glatz (Kłodzko) et Graudenz (Grudziądz).

## Victimes
Sur la base des données des archives militaires prussiennes, Höpfner énumère les pertes de la garnison prussienne de Colberg (en disant qu'il n'est pas certain qu'elles incluent les pertes du Schill freikorps) comme suit :
|                             | Officiers | Soldats | Civils |
| --------------------------- | --------- | ------- | ------ |
| Tués au combat              | 14        | 23      | 391    |
| Blessés mortellement        | 7         | 28      | 253    |
| Blessés                     | 27        | 104     | 912    |
| Capturés                    | 6         | 6       | 192    |
| Disparus                    | 0         | 10      | 149    |
| Déserteurs                  | 0         | 18      | 316    |
| Démobilisés comme invalides | 1         | 24      | 380    |
| Total                       | 55        | 213     | 2,593  |

Höpfner rapporte en outre que
- Les corps francs de Schill ont perdu un total de 682 fantassins, 40 artilleurs et un nombre non enregistré de cavalerie et de jäger morts, blessés, capturés ou portés disparus[56] ;

- de la population civile de Colberg, 27 sont morts et 42 ont été blessés, principalement au cours des deux derniers jours[52].

Concernant les pertes de la force de siège, Höpfner dit que les rapports des archives prussiennes font état d'un total de 7 000 à 8 000 morts et blessés, dont 1 000 ont été tués et blessés au cours des deux derniers jours. Höpfner ne cite pas le nombre réclamé par les Français, qu'il a rejeté comme "sans valeur", et dit que la revendication prussienne susmentionnée pour le nombre total de victimes des forces de siège pourrait être exagérée.
Les chiffres des pertes cités par Smith dans The Greenhill Napoleonic Wars Data Book correspondent aux chiffres de Höpfner pour la garnison prussienne, car ils ont été utilisés comme source; pour les pertes des forces de siège, Smith répertorie 102 officiers et 5 000 hommes morts et blessés ou morts de maladie.

## Conséquences
Après l'annonce de la paix, Colberg n'a pas été occupé par l'armée française. Déjà le 3/4 juillet, Napoléon ordonna au gros de la force de siège de marcher vers l'ouest jusqu'à la Poméranie suédoise et de renforcer, sous le commandement de Guillaume Brune, les forces françaises assiégeant Stralsund. Le commandant des forces de siège à Colberg, Louis Henri Loison, est également parti pour la poche de Stralsund et a été nommé commandant d'une division près de Demmin. Ferdinand von Schill et Neidhardt von Gneisenau ont reçu la plus haute décoration militaire prussienne "Pour le Mérite" pour leur service.

### La mairie de Schinkel

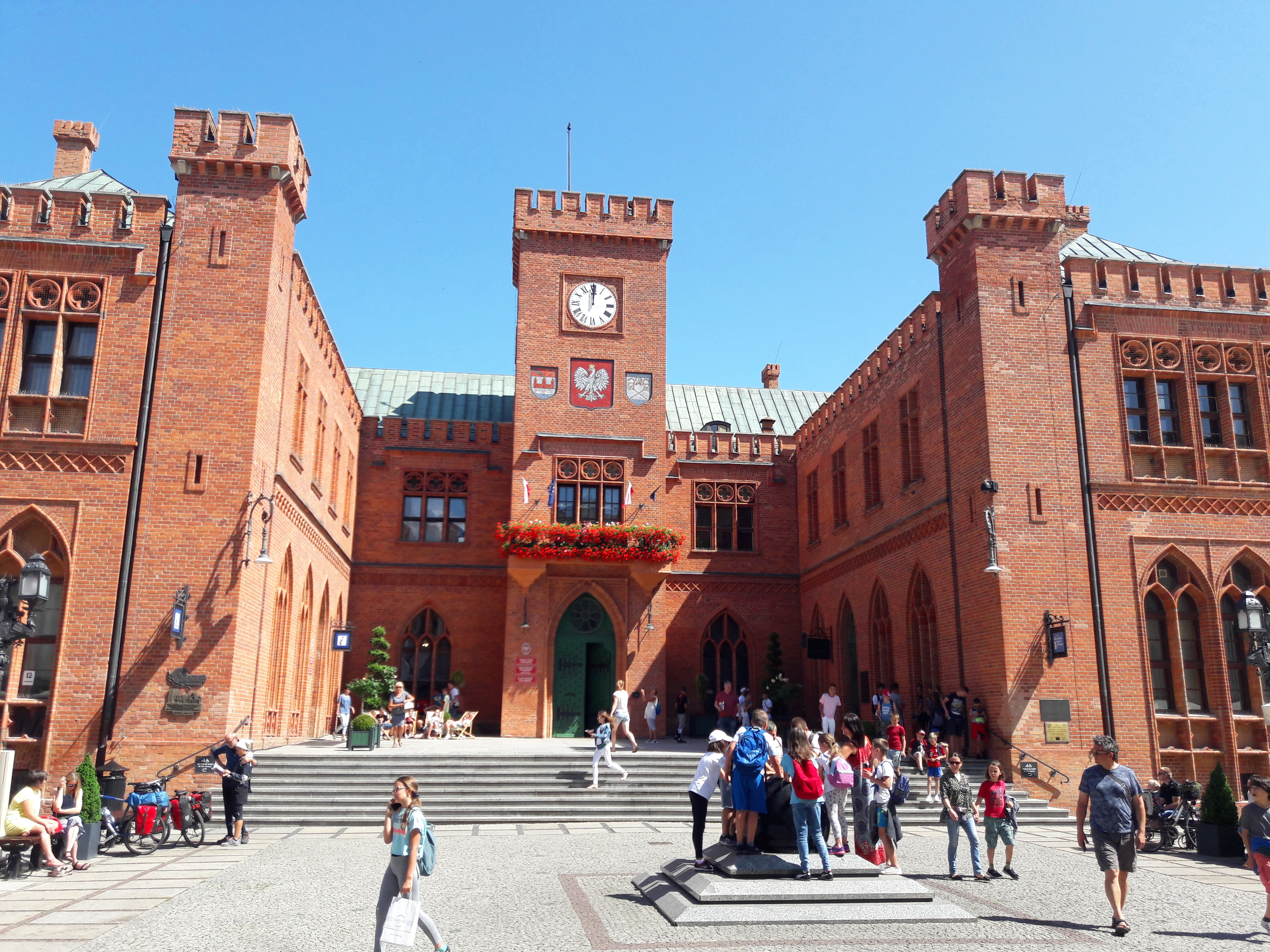
La mairie de Schinkel

Pendant le siège, la banlieue de Colberg avait été rasée, plus de la moitié de la vieille ville avait été endommagée ou détruite par des tirs d'artillerie, et l'économie de Colberg avec ses deux branches importantes, le commerce maritime et l'extraction du sel, avait décliné. Une pénurie de pièces avait conduit à la circulation de papier-monnaie, écrit à la main par des étudiants du lycée local au nom de Gneisenau. Le dommage global était de 155 000 reichstalers. Ce n'est qu'au milieu du XIXe siècle que la reconstruction et la modernisation de la ville et de son port ont commencé. Les ruines de l'hôtel de ville médiéval détruit ont été remplacées par le bâtiment actuel, conçu par Karl Friedrich Schinkel. Colberg a cessé d'être une forteresse en 1872 - en 1873, la plupart des ouvrages défensifs ont été rasés.

### Dans la mémoire populaire
Le siège lui-même est devenu un mythe dans l'histoire militaire de la Prusse, qui a été partiellement dégonflé dans la recherche moderne par Hieronim Kroczyński. Le lauréat du prix Nobel Paul Heyse a décrit les événements dans son drame à succès "Colberg" (1865).
Avant la Seconde Guerre mondiale, un monument au centre de la ville était dédié à Gneisenau, Nettelbeck et Schill ; La maison de Schill était marquée d'une plaque commémorative, une redoute et une rue portaient son nom, et le 2 juillet était une fête locale célébrée par une procession annuelle. Après la guerre, lorsque la ville est devenue polonaise, une rue de Kołobrzeg porte le nom d'Antoni Sułkowski, le commandant des troupes polonaises participant au siège.

### Film de propagande nazie
Article principal : Kolberg (film)
Le drame de Paul Heyse a été exploité dans le film de propagande nazie Kolberg, commencé en 1943 et sorti en 1945 vers la fin de la Seconde Guerre mondiale. Avec un coût de plus de huit millions de marks, c'était le film allemand le plus cher de la Seconde Guerre mondiale. Une partie de l'intrigue ne correspondait pas aux événements - par exemple, alors que le siège réel avait pris fin parce que la Prusse s'était rendue, dans le film, il s'est terminé parce que les généraux français ont conclu que Kolberg ne pouvait pas être pris. 187 000 soldats, 6 000 marins et 4 000 chevaux ont été tirés du front pour la production du film.